# Саджавка (парк-пам'ятка)
Саджавка — парк-пам'ятка садово-паркового мистецтва місцевого значення, розташований на території с. Дружелюбівка Калинівського району Вінницької області (Калинівська міська об'єднана територіальна громада). Статус пам'ятки садово-паркового мистецтва місцевого значення надано згідно з рішенням облвиконкому № 261 від 25.10.1990 року № 200. Старовинний парк, закладений наприкінці XVIII століття. Тут зростає понад 60 видів дерев.